# Lotte Lenya
Lotte Lenya (født Karoline Wilhelmine Blamauer;18. oktober 1898, død 27. november 1981) var østrigsk skuespiller og sanger.

## Opvækst
Allerede i en alder af atten tog hun kunstnernavnet Lotte Lenya. Hun kom fra en arbejderklassefamilie, havde en vanskelig opvækst og vidste, hvad fattigdom var. Som seks-årig, arbejdede hun på cirkus som en akrobat og linedanser. Dette betød, at hun senere i sit liv altid så op til cirkuskulturen - et lille grin i en cirkuspræstation kunne betyde katastrofe.

## Tidlig karriere
Efter at hun var færdig med "Mittelschule" (Realskole) drog hun til Zürich. Der tilbragte hun timer med at spille teater og danse ballet. Fra 1912 arbejdede hun som lærling og dansede derefter på det lokale teater. Men hun stillede tidligt danseskoene for at satse på skuespillet. Zürich havde få muligheder for dette, så hun drog til Berlin i 1920 og fik arbejde på Otto Kirchners "Shakespeare teater". I denne ubetydelige teatergruppe spillede hun både små og store roller og lærte teatret fra bunden. Gennem venskabet med dramatiker Georg Kaiser mødte hun komponisten Kurt Weill i 1924. De to giftede sig i 1926.
Det første samarbejde mellem Kurt Weill og Bertolt Brecht resulterede i musicalen Mahagonny og Lenya sang i forestillingen i Baden-Baden i 1927. I 1920'ernes opsætning spillede hun rollen som Jenny, men hun blev glemt i programbogen til den første forestilling. Hun medvirkede også i filmatiseringen af G. W. Pabst fra 1931. En anden højdepunkt i Berlin var Opera Aufstieg und Fall der Stadt Mahagonny (1931). I 1932 spillede hun dette show i Wien, hvor hun mødte tenor Otto Pasetti. På grund af de politiskeproblemer i Tyskland i 1933 emigrerede de til Schweiz. I juni 1933 udførte både Lenya og Pasetti premieren i Paris af balletten Die sieben Todsünden af Weill og Brecht. Pasetti og Lenya blev kærester allerede i 1932 og Lenya blev skilt fra Weill i 1934. Weill tog derefter til Paris, mens Lenya og Pasetti bosatte sig ved den franske riviera.

## Mellem karriere
I 1935 blev Lenya og Weill genforenet i London og de emigrerede til USA. Lenya sang på natklubber i New York og gik på en teaterturne over USA, mens Weill udviklede musicals med Maxwell Anderson og Ira Gershwin. Hun medvirkede også i kompositionerne af Maxwell Anderson, en af de mest succesrige dramatikere i 1930'erne. Efter Weills operette The Firebrand of Florence floppede i 1945, lod hun sig pensionere som skuespiller. En skuespiller med udenlandsk accent havde ingen god mulighed for at få succes.
Efter Weill døde i 1950 tog hun initiativ til at øge interessen for hans musik, herunder etablering af "Kurt Weill Foundation for Music". Hendes anden mand, George Davis, overtalte hende til at vende tilbage til scenen. Hun spillede Jenny i Twilight Opera. Denne gang i en engelsk version på Broadway, og med så stor succes som i slutningen af 1920'erne i Berlin. I midten af 1950'erne vendte hun tilbage til Tyskland, herunder Aufstieg und Fall der Stadt Mahagonny, tolvtone operaen, Die sieben Todsünden, og mange andre. Sammenlignet med de første optagelser i 1930 var stemmen blevet dybt ind i alt-registret, og hun kunne ikke længere synge sangene i sin oprindelige lyse tone. Dirigent for optagelserne var Wilhelm Brückner-Rüggeberg, som blandt andet skulle omsætte rollen som Jenny i operaen Mahagonny til Lenya. I 1966 medvirkede Lotte Lenya i Broadway premieren på musicalen Cabaret skrevet af Fred Ebb og John Kander.

## Sen karriere
I de senere år var Lotte Lenya berømt som en filmskuespiller i Hollywood. Hun spillede med Vivien Leigh og Warren Beatty i filmen Mrs. Stones romerske forår fra 1961. Dette gav hende en nominering til både en Golden Globe og en Oscar. Hun blev særlig kendt i rollen som ex-KGB-officer Rosa Klebb i James Bond-filmen Agent 007 jages (1963).

## Død
I 1978 havde hun sine sidste forestillinger. På det tidspunkt var hun allerede syg af kræft, som hun til sidst døde af. Hun er begravet ved siden af Weill i Haverstraw, New York.